# Jandabup
Jandabup är en del av en befolkad plats i Australien. Den ligger i kommunen Wanneroo och delstaten Western Australia, omkring 22 kilometer norr om delstatshuvudstaden Perth. Antalet invånare är 341.
Runt Jandabup är det ganska tätbefolkat, med 108 invånare per kvadratkilometer.. Närmaste större samhälle är Scarborough, omkring 18 kilometer sydväst om Jandabup. 
I omgivningarna runt Jandabup växer huvudsakligen savannskog. Genomsnittlig årsnederbörd är 820 millimeter. Den regnigaste månaden är juli, med i genomsnitt 142 mm nederbörd, och den torraste är januari, med 11 mm nederbörd.